# 15395 Rükl
15395 Rükl eller 1997 UV är en asteroid i huvudbältet som upptäcktes den 21 oktober 1997 av den tjeckiske astronomen Petr Pravec vid Ondřejov-observatoriet. Den är uppkallad efter astronomen Antonín Rükl.
Asteroiden har en diameter på ungefär 7 kilometer.